# TEE Catalan Talgo
Catalan Talgo era il nome di una relazione TEE operata dalle ferrovie spagnole RENFE istituita nel 1969, con l'adesione delle ferrovie spagnole al raggruppamento TEE, tra Barcellona e Ginevra e viceversa con via Gerona - Figueras - Port Bou - Cerbère - Perpignan - Narbonne - Béziers - Sète - Montpellier - Nîmes - Avignone - Valence - Romans Bourg de Péage - Grenoble - Challes-les-Eaux - Chambéry - Aix les Bains le Revard - Culoz/Culoz - Bellegarde.
All'epoca della sua istituzione era l'unica relazione TEE con la Spagna.
Il treno era effettuato con materiale rimorchiato Talgo III RD in grado di circolare, grazie ad un sistema di modifica dello scartamento, sia sulla rete spagnola a scartamento largo che su quelle europea a scartamento ordinario.

## Storia
Collegando Barcellona (Estación de Francia) a Ginevra via Narbonne, Tarascon, Valence, Chambéry e Culoz, questo treno ha sostituito un collegamento Ginevra - Port Bou istituito nell'ottobre 1955 chiamato "Le Catalan" e servito dall'automotrice RGP2 X 2700 poi RGP1 X 2720.
La sua trazione era assicurata dalle locomotive RENFE 3000T, alcune delle quali convertite a scartamento normale, poi dal 1970 dalle BB 67400 del deposito di Nîmes. Successivamente furono allestiti i treni Talgo Parigi - Barcellona via Tolosa e Narbonne e Parigi - Madrid via Bordeaux e Hendaye.
Dal 28 settembre 1975 il TEE "Catalan Talgo" vide il suo percorso notevolmente modificato, istradato via Lyon-Brotteaux con la lunghezza del percorso di 865,6 km contro 864,7 via Chambéry - Grenoble ed era trainato tra Ginevra e Narbonne da una locomotiva elettrica BB 9300 appositamente adattata, sostituita nella stazione di Narbonne da una BB 67400, essendo all'epoca il tratto fino alla frontiera non ancora elettrificato.
Dal 23 maggio 1982 il TEE "Catalan Talgo" venne istradato nuovamente via Chambéry - Grenoble perdendo la classificazione di TEE sostituita da un omonimo intercity con lo stesso materiale Talgo con ambienti adattati anche per la seconda classe, ed essendo la linea Narbonne - Port Bou elettrificata, lungo tutto il percorso fino a
Ginevra, era presente una locomotiva elettrica, che veniva però trainata da una locomotiva diesel BB 67300 o 67400 tra Valence e Chambéry, essendo gran parte del percorso tra queste due stazioni in gran parte non elettrificato.
La relazione, il 31 maggio 1987 venne riclassificata eurocity e la sua stazione di partenza tra il 1988 e il 1992 trasferita a Barcelona Sants prima di tornare alla sua stazione originaria di partenza a Barcelona-Estacion de Francia, che era stata chiusa per ristrutturazione per in occasione delle Olimpiadi del 1992.
Nell'estate 1993 vennero eliminate le fermate di Bellegarde, Aix-les-Bains, Nîmes e Béziers e fu soppresso il cambio di trazione alla stazione di Chambéry: da quel momento la locomotiva diesel BB 67300 o CC 72000 trainava il convoglio fino a Ginevra.

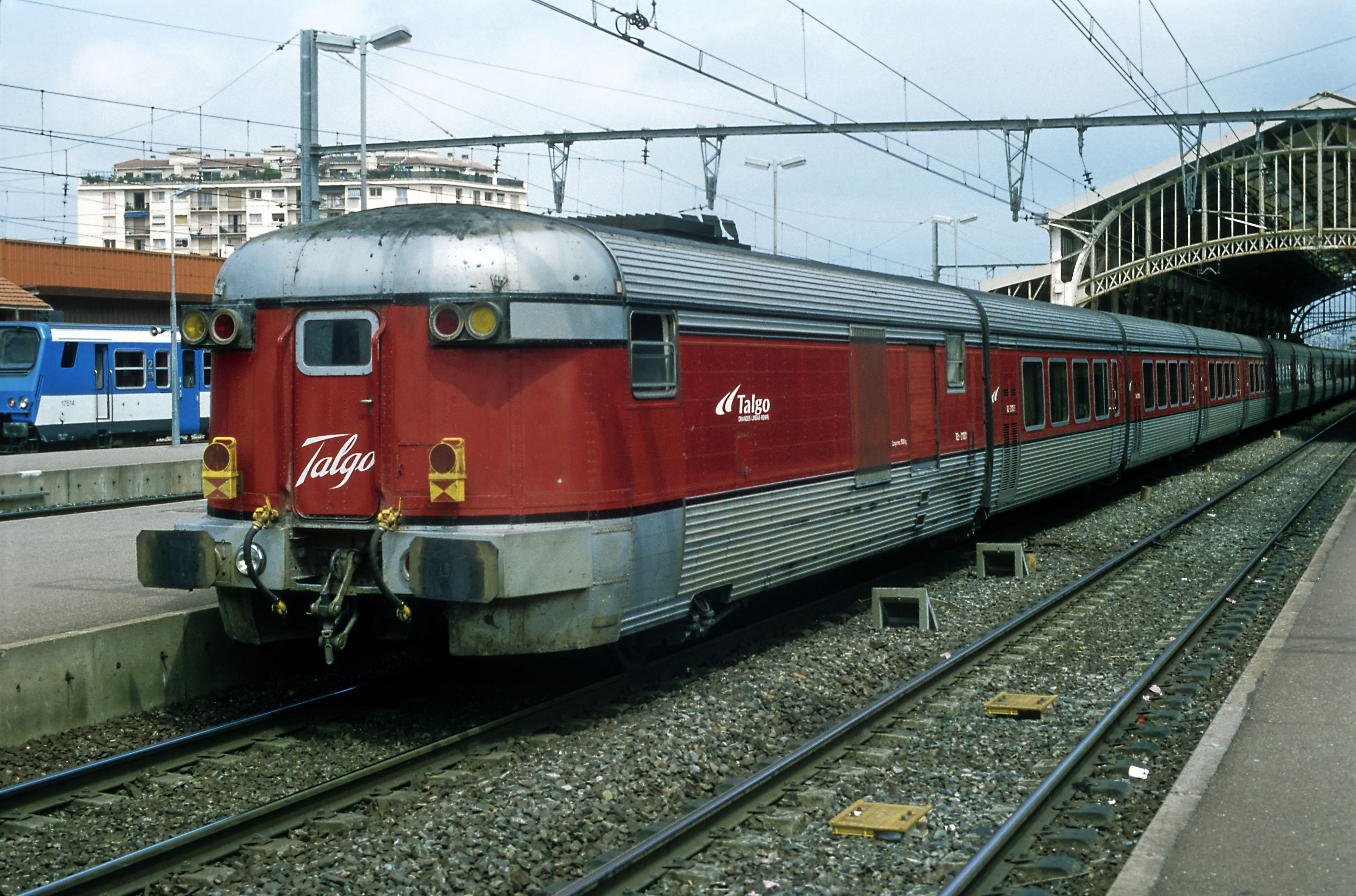
EuroCity Catalan Talgo Barcellona Sants-Montpellier in sosta nel 2003 nella stazione di Perpignano

Il 24 settembre 1994 è stato l'ultimo giorno di circolazione del "Catalan Talgo" Ginevra - Barcellona via Grenoble e il 25 settembre 1994 è stato istituito un TGV Ginevra - Montpellier via Bellegarde - Ambérieu - Lione - Nîmes, con il "Catalan Talgo" limitato alla relazione Montpellier - Barcelona.
Nell'estate 1995 venne istituito un secondo collegamento denominato "Mediterraneo Talgo" in partenza da Valencia. Gli anni successivi fecero registrare per questi due treni numerosi cambiamenti di orari e fermate.
Nel 1999 venne istituito sempre con materiale Talgo un collegamento Cartagena - Montpellier denominata "Mare Nostrum" che sostituiva il "Mediterraneo Talgo" Valencia Montpellier.
Il 18 dicembre 2010 il "Catalan Talgo", ultimo treno in Spagna a utilizzare ancora equipaggiamento Talgo III è stato definitivamente soppresso, sostituito dal TGV Parigi - Figueras in seguito all'apertura della nuova linea Perpignan - Figueras.
Il 18 dicembre 2013, con il completamento della linea ad alta velocità Madrid-Barcellona-Perpignan è stata soppressa anche la relazione denominata "Mare Nostrum", ultimo Talgo ad attraversare la frontiera di Port Bou il cui cambiador è stato demolito mesi dopo.

## Servizio
Servizio internazionale Genève - Barcelona (e ritorno); Il treno debuttò nel 1969 sotto una doppia nomenclatura, gli svizzeri CG, GC (Catalogna-Ginevra e viceversa) e gli spagnoli TEE 83, 84. Altri nomi classici erano TEE 70/71 - TEE 72/73 e TEE 5073/ 5070.

### Via Grenoble
Dal 01/06/1969 al 27/09/1975 (864,7 km). 
| GC/83 (TEE 70/71 dal 23/05/1971) | ↓km↓ | stazione        | ↑km↑ | CG/84 (TEE 72/73 dal 23/05/1971) |
| -------------------------------- | ---- | --------------- | ---- | -------------------------------- |
| 10:40                            | 0    | Genève Cornavin | 864  | 19:38                            |
| 11:09                            | 33   | Bellegarde      | 831  | 19:09                            |
| 11:42                            | 66   | Culoz           | 798  | 18:44                            |
| 11:58                            | 88   | Aix-les-Bains   | 776  | 18:20                            |
| 12:08                            | 102  | Chambéry        | 762  | 18:08                            |
| 12:51                            | 165  | Grenoble        | 699  | 17:28                            |
| 13:59                            | 262  | Valence         | 602  | 16:19                            |
| 15:02                            | 387  | Avignon         | 477  | 15:14                            |
| 15:32                            | 436  | Nîmes           | 428  | 14:45                            |
| 15:58                            | 486  | Montpellier     | 378  | 14:19                            |
| 16:40                            | 557  | Béziers         | 307  | 13:33                            |
| 16:58                            | 593  | Narbonne        | 271  | 13:16                            |
| 18:02                            | 688  | Cerbère         | 176  | 12:14                            |
| 18:25                            | 690  | Port Bou        | 174  | 11:49                            |
| 20:39                            | 864  | Barcelona       | 0    | 09:45                            |

### Via Lyon
Dal 28/09/1975 al 22/05/1982 (865,6 km)

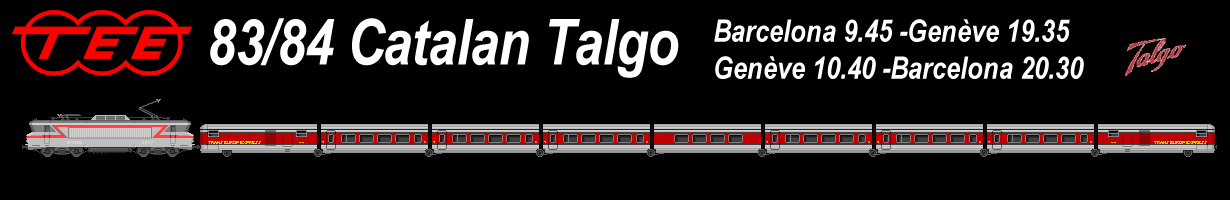
Composizione del treno

| TEE 70/71 | ↓km↓ | stazione        | ↑km↑ | TEE 72/73 |
| --------- | ---- | --------------- | ---- | --------- |
| 10:40     | 0    | Genève Cornavin | 865  | 19:38     |
| 11:09     | 33   | Bellegarde      | 832  | 19:08     |
| ..:..     | 162  | Lyon Brotteaux  | 703  | ..:..     |
| ..:..     | 263  | Valence         | 602  | ..:..     |
| 15:03     | 388  | Avignon         | 477  | 15:15     |
| ..:..     | 493  | Montpellier     | 372  | ..:..     |
| 16:54     | 594  | Narbonne        | 271  | ..:..     |
| 18:01     | 689  | Cerbère         | 176  | 12:14     |
| 18:25     | 691  | Port Bou        | 174  | 11:49     |
| 20:39     | 865  | Barcelona       | 0    | 09:45     |

### Nuovamente via Grenoble
Dal 23/05/1982 al 27/09/1994 (864,7 km)
| 70/71 | ↓km↓ | Fermata         | ↑km↑ | 72/73 |
| ----- | ---- | --------------- | ---- | ----- |
| 10:40 | 0    | Genève Cornavin | 864  | 19:35 |
| 11:09 | 33   | Bellegarde      | 831  | 19:07 |
| 12:08 | 102  | Chambéry        | 762  | 18:08 |
| 12:51 | 165  | Grenoble        | 699  | 17:28 |
| ..:.. | 262  | Valence         | 602  | ..:.. |
| 15:03 | 387  | Avignon         | 477  | 15:15 |
| 15:32 | 436  | Nîmes           | 428  | 14:45 |
| 15:58 | 486  | Montpellier     | 378  | 14:19 |
| 16:40 | 557  | Béziers         | 307  | 13:33 |
| 16:58 | 593  | Narbonne        | 271  | 13:16 |
| 18:01 | 688  | Cerbère         | 176  | 12:14 |
| 18:25 | 690  | Port Bou        | 174  | 11:49 |
| 20:30 | 864  | Barcelona       | 0    | 09:45 |

L'orario simmetrico permetteva la coincidenza ad Avignone con il TEE Ligure da/per Milano.

## Materiale rotabile
Nel corso del servizio dal 1969 al 2010, il "Catalan Talgo" ha normalmente utilizzato treni Talgo III RD, ma potevano essere utilizzati anche treni più moderni costruiti negli anni novanta (Talgo VI), come quelli utilizzati sul "Mediterraneo Talgo" e sul "Mare Nostrum"; in Spagna  è stato preservato un treno Talgo III che talvolta fornisce treni turistici tra Barcellona e Port Bou.

### Locomotive

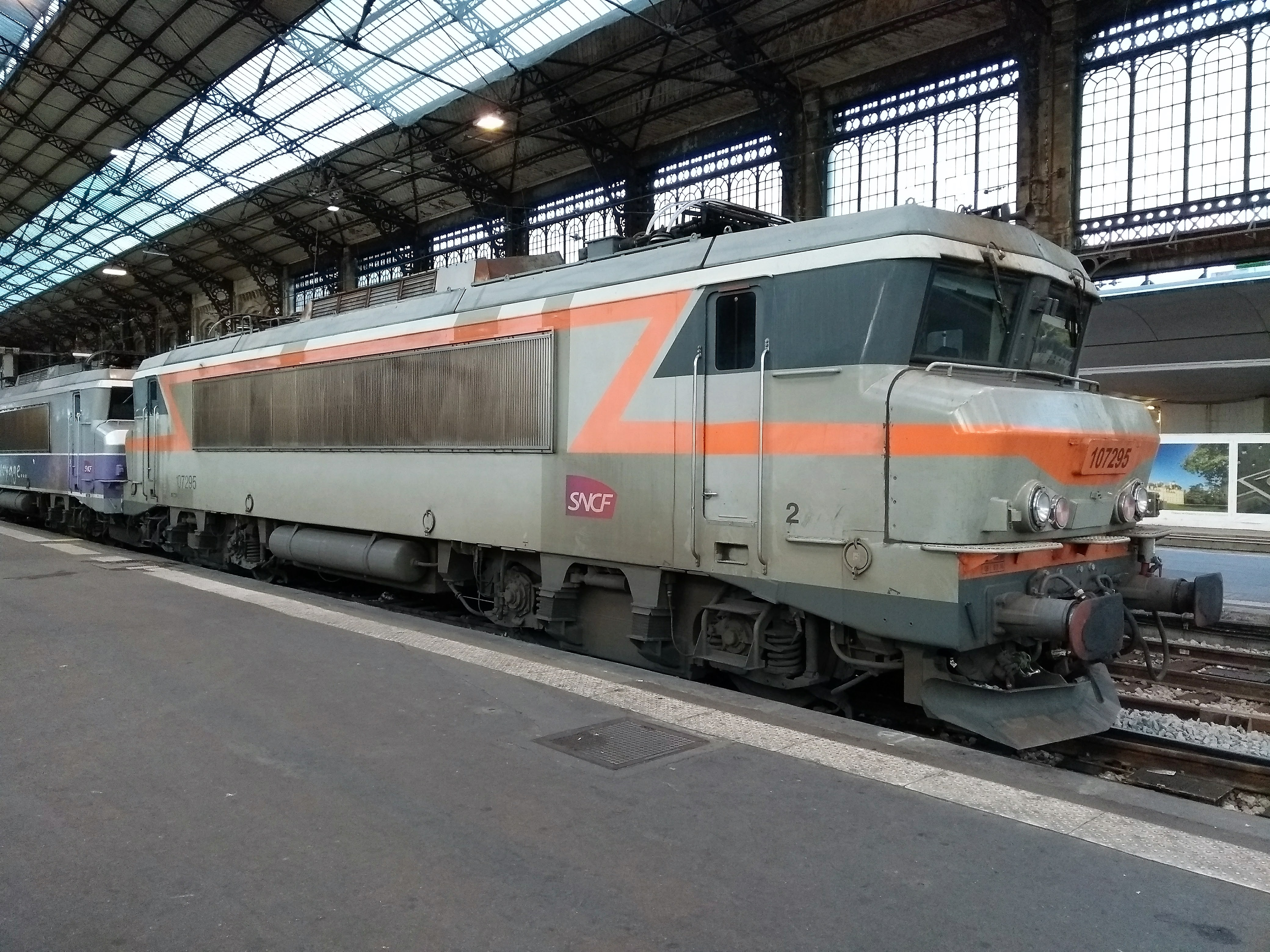
La locomotiva BB 7295 con il piattello dei respingenti verniciato di rosso

Per la loro particolare architettura, i treni Talgo III necessitavano di essere trainati da locomotive dotate di specifici respingenti idraulici, generalmente identificabili grazie ai piattelli dei respingenti verniciati di rosso; il comando idraulico del tamponamento e non a molla come nel resto della serie era una caratteristica dovuta al sistema di guida dell'asse specifico per i convogli Talgo III RD9, che altrimenti avrebbero dovuto limitare la velocità a 30 km/h! Per questo motivo è stato necessario adattare alcune locomotive specifiche; all'occorrenza, alcuni vagoni tenuti di riserva furono trasformati anche per essere interposti tra il	treno e	una	locomotiva "standard", oppure la locomotiva adattata per i treni "Talgo" veniva trainata con l'intero convoglio, soluzione che venne spesso utilizzata tra Valence e Chambéry dal 1982 al 1994.
Durante il primo anno di esercizio, nel 1969-1970, la trazione veniva effettuata da tre locomotive RENFE (serie 3000T) appositamente adattate, ma che presentavano problemi di manutenzione e formazione dei	macchinisti, da qui la loro rapida sostituzione con BB 67400 della SNCF.
- BB 7200: le locomotive di questa serie dalla BB da 7281 alla 7299 furono inizialmente dotati di respingenti specifici, ma, con il riequipaggiamento notturno del Talgo Parigi - Barcellona con attrezzature più moderne, questa serie venne ridotta alle BB 7292-7299.[1]
- BB	9300: le locomotive di questa serie, dalla BB 9319 alla 9331 tra il 1975 e il 1981 vennero utilizzate sulla tratta tra  Narbonne e Ginevra via Lione; queste macchine furono utilizzate anche sul treno notturno "Joan Miro" / "Barcelona Talgo" Parigi-Barcellona via Limoges-Tolosa.[1]

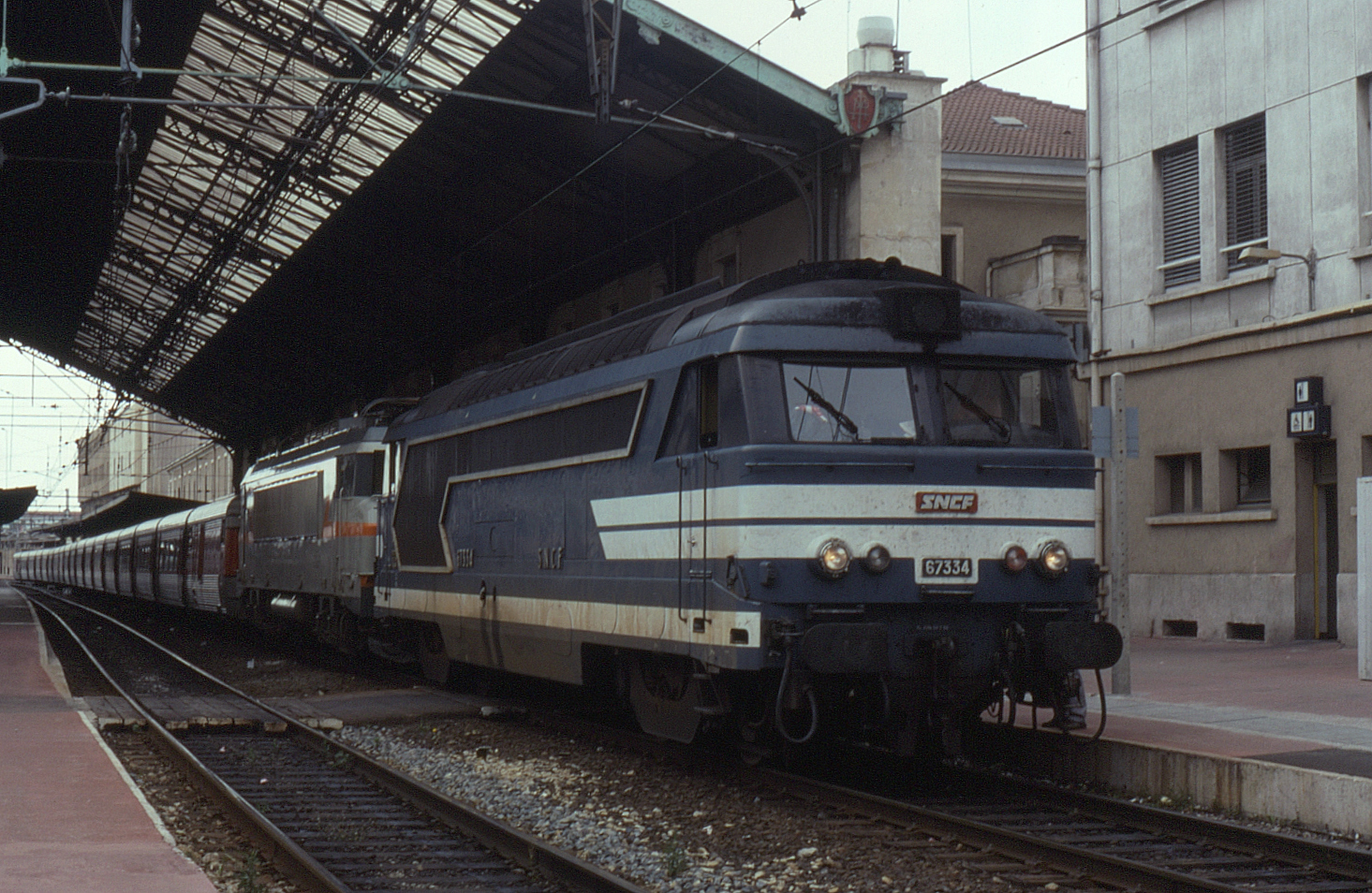
EC Catalan Talgo alla stazione di Valence-Ville; la BB 67334 trainerà il convoglio fino a Chambéry, dove la BB 7200 riprenderà il traino del convoglio fino a Ginevra

- BB 67300: le locomotive di questa serie, dalla BB 67330 alla 67334 e la BB 67340 vennero utilizzatedal 1975 al 1994; prima, dal 1975 fino al 1982, come riserva per la BB 67400 e nel caso fosse necessaria una deviazione su linea non elettrificata, poi come titolari del treno tra Valence e Chambéry fino al 1993, e poi fino a Ginevra nel 1993-94.[1]
- BB 67400: le locomotive di questa serie BB 67446, 67451, 67454, 67487, 67502, 67554, 67556, 67559 e 67568 vennero utilizzate dal 1970 al 1982, prima su tutta la tratta Ginevra-Port Bou, poi dal 1975 solo sulla tratta Narbonne-Port Bou.[1]
- CC 72000: ha trainato occasionalmente il "Catalan Talgo" tra Valence e Chambéry al posto della BB 67300 nel 1988 e poi nel 1992-93.[1]

Quando, sulla tratta Valence - Chambéry (- Ginevra), veniva utilizzato una BB 67300 o 400 "ordinario", la BB 7200 veniva trainata insieme al convoglio.